# Vía Claudia Nova
La Vía Claudia Nova es una antigua calzada romana, construida en el año 47 d. C. por el emperador Claudio para juntar la Vía Caecilia con la Vía Tiburtina.

## Recorrido
La información sobre su recorrido es discordante, ciertas fuentes la hacen partir desde Amiternum, mientras que otras dan como inicio Civitatomassa, aldea de Scoppito construida sobre las ruinas del pagus romano de Foruli. El punto de llegada es la Vía Tiburtina cerca de Popoli, en la confluencia de los ríos Tirino y Aterno-Pescara.
En la travesía de la llanura de Navelli, su recorrido se superpone a aquel del trazado de Aquila-Foggia, mientras que después de la iglesia Santa Maria dei Cintorelli cerca de Caporciano, sigue el recorrido de Aquilla-Foggia hasta Collepietro.
Entre los centros atravesados destacan Peltuinum, ciudad romana cuyas ruinas son todavía visibles cerca de Prata d' Ansidonia, y Ocriticum, poblado y lugar de reposo y de culto para los peregrinos: en este lugar se erigía el templo llamado Jovis Larene, señalado sobre la Tabula Peutingeriana.